# Večna pot, Ljubljana
Večna pot je ena izmed najdaljših cest v Ljubljani, ki poteka ob južnem in zahodnem vznožju hriba Rožnik in povezuje Rožno dolino z Zgornjo Šiško.

## Zgodovina
Leta 1910 so po ustaljenem ljudskem imenu (Večna pot, ki izvira iz časov Kosezov, ki so hodili po njej na "večo" - prim. F. Bezlaj) uradno poimenovali cesto med Cesto na Rožnik preko gozda v Koseze in Zgornjo Šiško.
Leta 1913 so tudi v Občini Zgornja Šiška tudi uradno poimenovali cesto, ki je postala podaljšek že obstoječe Večne poti. Leta 1937 so Večno pot podaljšali še na področje Viča. Enako se je zgodilo leta 1963, ko so preimenovali dotedanjo Cesto na Rožnik in s tem podaljšali Večno pot.
Zadnji večji poseg na Večni poti se je zgodil leta 1966, ko se del ulice preimenovali v Cesto 27. aprila.

## Urbanizem
Večna pot poteka od križišča s Cesto 27. aprila, Rožna dolina, Ceste V in Kikljeve ulice in v Zgornji Šiški preide v Šišensko cesto.
Na cesto (od vzhoda proti zahodu) se povezujejo: Rožna dolina, Cesta VII, Rožna dolina, Cesta IX, Rožna dolina, Cesta X in Koseška cesta. 
Od ceste se loči tudi več stranskih krakov:
- eden, ki se slepo konča v smeri Rožna dolina, Ceste VI,
- ceste in poti v živalskem vrtu so tudi Večna pot,
- daljši krak, ki se konča v stiku s Jamnikarjevo ulico in
- Pot Roberta Blinca, povezovalna cesta med Večno potjo in Tehnološkim parkom Ljubljana na Brdu oz. avtocestnim priključkom na Brdu
- dva manjša kraka po križišču s Koseško cesto.
- pot v Mostec, na vodno črpališče Debeli Hrib in Matjanova pot, Draga in Pod Hribom

Ob cesti se med drugim nahajajo:
- Gozdarski inštitut Slovenije in Zavod za gozdove Slovenije
- Oddelek za gozdarstvo in obnovljive gozdne vire BF UL
- Oddelek za biologijo Biotehniške fakultete v Ljubljani in Nacionalni inštitut za biologijo
- Živalski vrt Ljubljana ...

## Javni potniški promet
Po delu Večne poti poteka trasa mestne avtobusne linije št. 18 in 18L.

### Postajališči MPP
| postajališče              | št. linije |
| ------------------------- | ---------- |
| 703182 Večna pot          | 18, 18L    |
| 703122 Živalski vrt - ZOO | 18, 18L    |

| postajališče              | št. linije |
| ------------------------- | ---------- |
| 703121 Živalski vrt - ZOO | 18, 18L    |
| 703181 Večna pot          | 18, 18L    |